# 44e Match des étoiles de la Ligue nationale de hockey
Match précédent Match suivant
Le 44e Match des étoiles de la Ligue nationale de hockey fut tenu le 6 février 1993 dans le domicile des Canadiens de Montréal, le Forum de Montréal. L'équipe représentant la Conférence Prince de Galles l'emporta par la marque de 16 à 6 aux dépens de la Conférence Campbell. L'étoile de la rencontre fut Mike Gartner des Rangers de New York qui inscrivit quatre buts en plus de récolter une mention d'assistance.

## Effectif

### Conférence Campbell
- Entraîneur-chef : Mike Keenan ; Blackhawks de Chicago.
- Capitaine d'honneur : Frank Mahovlich.

Gardiens de buts :
- 00 Ed Belfour ; Blackhawks de Chicago.
- 30 Mike Vernon ; Flames de Calgary.
- 35 Jon Casey ; North Stars du Minnesota.

Défenseurs :
- 03 Steve Chiasson ; Red Wings de Détroit.
- 05 Garth Butcher ; Blues de Saint-Louis.
- 06 Phil Housley ; Jets de Winnipeg.
- 07 Chris Chelios ; Blackhawks de Chicago.
- 08 Randy Carlyle ; Jets de Winnipeg.
- 24 Dave Manson ; Oilers d'Edmonton.
- 77 Paul Coffey ; Red Wings de Détroit.

Attaquants
- 09 Mike Modano, AD ; North Stars du Minnesota.
- 10 Gary Roberts, AG ; Flames de Calgary.
- 11 Kelly Kisio, C ; Sharks de San José.
- 12 Pavel Boure, AD ; Canucks de Vancouver.
- 13 Teemu Selänne, AD ; Jets de Winnipeg.
- 14 Brian Bradley, C ; Lightning de Tampa Bay.
- 16 Brett Hull, AD ; Blues de Saint-Louis.
- 17 Jari Kurri, AD ; Kings de Los Angeles.
- 19 Steve Yzerman, C ; Red Wings de Détroit.
- 20 Luc Robitaille, AG ; Kings de Los Angeles.
- 27 Jeremy Roenick, C ; Blackhawks de Chicago.
- 93 Doug Gilmour, C ; Maple Leafs de Toronto.
- 99 Wayne Gretzky, C ; Kings de Los Angeles.  Capitaine

### Conférence Prince de Galles
- Entraîneur-chef : Scotty Bowman ; Penguins de Pittsburgh.
- Capitaine d'honneur : Henri Richard.

Gardiens de buts
- 01 Craig Billington ; Devils du New Jersey.
- 31 Peter Sidorkiewicz ; Sénateurs d'Ottawa.
- 33 Patrick Roy ; Canadiens de Montréal.

Défenseurs :
- 03 Zarley Zalapski ; Whalers de Hartford.
- 04 Kevin Lowe[1] ; Rangers de New York.
- 05 Scott Stevens ; Devils du New Jersey.
- 14 Brad Marsh ; Sénateurs d'Ottawa.
- 28 Steve Duchesne ; Nordiques de Québec.
- 34 Al Iafrate ; Capitals de Washington.
- 77 Raymond Bourque ; Bruins de Boston.  Capitaine

Attaquants :
- 07 Pierre Turgeon, C ; Islanders de New York.
- 08 Mark Recchi, AD ; Flyers de Philadelphie.
- 09 Kirk Muller, C ; Canadiens de Montréal.
- 11 Mike Gartner[2], AD ; Rangers de New York.
- 12 Adam Oates, C ; Bruins de Boston.
- 16 Pat LaFontaine, C ; Sabres de Buffalo.
- 18 Peter Bondra, AD ; Capitals de Washington.
- 19 Joe Sakic, C ; Nordiques de Québec.
- 22 Rick Tocchet[3], AD ; Penguins de Pittsburgh.
- 25 Kevin Stevens, AG ; Penguins de Pittsburgh.
- 68 Jaromír Jágr, AD ; Penguins de Pittsburgh.
- 89 Aleksandr Moguilny, AD ; Sabres de Buffalo.

## Feuille de match
| No                                       | Score            | Équipe           | Buteur (Passeur(s))           | Temps            |                  |
| Première période                         | Première période | Première période | Première période              | Première période | Première période |
| ---------------------------------------- | ---------------- | ---------------- | ----------------------------- | ---------------- | ---------------- |
| 1                                        | 0-1              | Prince de Galles | Gartner (Lowe - Oates)        | 3:15             |                  |
| 2                                        | 0-2              | Prince de Galles | Gartner (Oates)               | 3:37             |                  |
| 3                                        | 0-3              | Prince de Galles | Bondra (Oates - Gartner)      | 4:24             |                  |
| 4                                        | 0-4              | Prince de Galles | Moguilny (Bourque)            | 11:40 AN         |                  |
| 5                                        | 0-5              | Prince de Galles | Turgeon (Recchi)              | 13:05            |                  |
| 6                                        | 0-6              | Prince de Galles | Gartner (Oates - Bondra)      | 13:22            |                  |
| Pénalité : Manson (Camp.) trébuché 11:12 |                  |                  |                               |                  |                  |
| Deuxième période                         |                  |                  |                               |                  |                  |
| 7                                        | 0-7              | Prince de Galles | Tocchet (K. Stevens - Recchi) | 0:19             |                  |
| 8                                        | 0-8              | Prince de Galles | Gartner (Turgeon)             | 3:33             |                  |
| 9                                        | 0-9              | Prince de Galles | Tocchet (S. Stevens)          | 4:57             |                  |
| 10                                       | 1-9              | Campbell         | Roenick (Selänne)             | 5:52             |                  |
| 11                                       | 2-10             | Prince de Galles | Recchi (Marsh)                | 9:25             |                  |
| 12                                       | 2-10             | Campbell         | Kisio (Roenick - Modano)      | 10:15            |                  |
| 13                                       | 2-11             | Prince de Galles | K. Stevens (Recchi)           | 14:50            |                  |
| 14                                       | 2-12             | Prince de Galles | Turgeon (Sakic - Jágr)        | 17:56            |                  |
| Pénalité : Aucune                        |                  |                  |                               |                  |                  |
| Troisième période                        |                  |                  |                               |                  |                  |
| 15                                       | 2-13             | Prince de Galles | LaFontaine (Muller - Mogilny) | 8:07             |                  |
| 16                                       | 2-14             | Prince de Galles | Jágr (Sakic - Turgeon)        | 9:08             |                  |
| 17                                       | 2-15             | Prince de Galles | Marsh (K. Stevens - Recchi)   | 12:52            |                  |
| 18                                       | 3-15             | Campbell         | Gilmour (Coffey)              | 13:51            |                  |
| 19                                       | 3-16             | Prince de Galles | Turgeon (Sakic - S. Stevens)  | 15:51            |                  |
| 20                                       | 4-16             | Campbell         | Selänne (Manson - Kurri)      | 17:03            |                  |
| 21                                       | 5-16             | Campbell         | Boure (Kisio)                 | 18:44            |                  |
| 22                                       | 6-16             | Campbell         | Boure                         | 19:31            |                  |
| Pénalité : Aucune                        |                  |                  |                               |                  |                  |

Gardiens :
- Campbell : Belfour (1re période), Vernon (2e période), Casey (3e période).
- Prince de Galles  : Roy (1re période), Sidorkiewicz (2e période), Billington (3e période).

Tirs au but :
- Campbell (41) 11 - 16 - 14
- Prince de Galles (49) 22 - 15 - 12

Arbitres : Dan Marouelli
Juges de ligne : Ryan Bozak, Kevin Collins